# 福田村 (岐阜県)
福田村（ふくたむら）は、かつて岐阜県不破郡にあった村である。
現在の大垣市福田町に該当する。

## 歴史
- 1885年（明治18年） - 福田村と笠毛村が合併し、福田村となる。
- 1889年（明治22年）7月1日 - 町村制により福田村が発足。
- 1897年（明治30年）4月1日 - 荒尾村、牧野村と合併し、宇留生村となる。同日福田村は廃止。

## 神社・仏閣
- 荒橋神社